# Pyramica gundlachi
Pyramica gundlachi är en myrart som beskrevs av Julius Roger 1862. Pyramica gundlachi ingår i släktet Pyramica och familjen myror. Inga underarter finns listade i Catalogue of Life.

## Bildgalleri